# Dryden (Ontario)
Pour les articles homonymes, voir Dryden.
Dryden est la deuxième plus grande ville du district de Kenora dans le Nord-ouest de l'Ontario au Canada. Située sur le lac Wabigoon, elle est la plus petite communauté de l'Ontario désignée comme « city ». Le recensement de 2006 y dénombre 8 195 habitants. Dryden et Kenora sont les deux seules villes de l'Ontario à être dans le fuseau horaire de l'Heure du Centre.

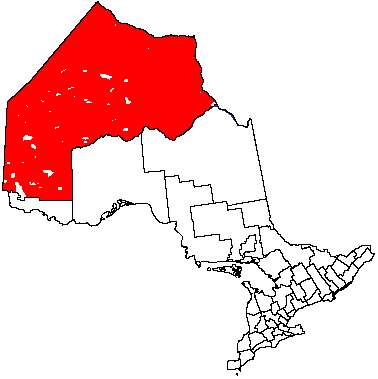
Dryden est entouré par le district non organisé de Kenora.

## Histoire
La région de Dryden était une partie du territoire occupé par les Ojibwés qui allait du lac Huron à l'est au lac des Bois et au-delà, disputé par les Cris au nord, et les Sioux au sud. Ils avaient une culture de nomades. Des groupes de la taille d'une famille jusqu'à celle d'un village se déplaçaient selon les saisons et les nécessités de la vie.
La colonie fut fondée comme une communauté agricole par John Dryden, ministre de l'agriculture de l'Ontario en 1895. Alors que son train était arrêté à ce qui était appelé alors Barclay Tank pour s'approvisionner en eau, il remarqua le trèfle qui y poussait et décida de fonder une ferme expérimentale l'année suivante. Le succès de la ferme attira des colons de la région d'Uxbridge du sud de l'Ontario et de la péninsule de Bruce et la communauté vint à être appelée New Prospect. Elle devint town en 1910 et city en 1998 après la fusion avec le canton voisin de Barclay.

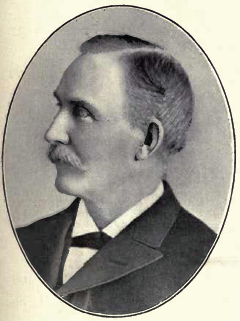
John Dryden est à l'origine de la ville.

L'industrie de la pulpe et du papier arriva en 1910 devint sa principale activité, bien que l'agriculture, le tourisme et quelques mines y sont aussi importants. Les pâtes et papiers à Dryden furent un important contributeur à son économie locale. Lors de la Crise de 2008, le moulin (papeterie) cessa la production de papier fin (fermeture de ses deux machines à papier). 

La ville est aussi connue depuis les années 1970 comme ayant abrité deux usines dont l'une est responsable du fait que des centaines d'autochtones amérindiens de la communauté de Grassy Narrows ont développé la maladie de Minamata (empoisonnement au mercure), à la suite du rejet de 9 000 à 11 000 kg de mercure dans les rivières Wabigoon et English par cette usine (en raison du rejet dans la nature d'une grande quantité de mercure, déchet du procédé chlore-alcali).
La ville fut aussi le lieu du crash du Vol Air Ontario 1363 le 10 mars 1989, qui tua 24 personnes et entraîna l'enquête du juge Virgil Moshansky (également pilote chevronné) sur la sécurité aérienne.

## Géographie
Dryden est située près du lac Wabigoon dans le nord-ouest de l'Ontario à 340 km au nord-ouest de Thunder Bay. La ville se trouve sur le territoire de la nation Ojibwe. Dryden est également  entouré par le district non organisé de Kenora.

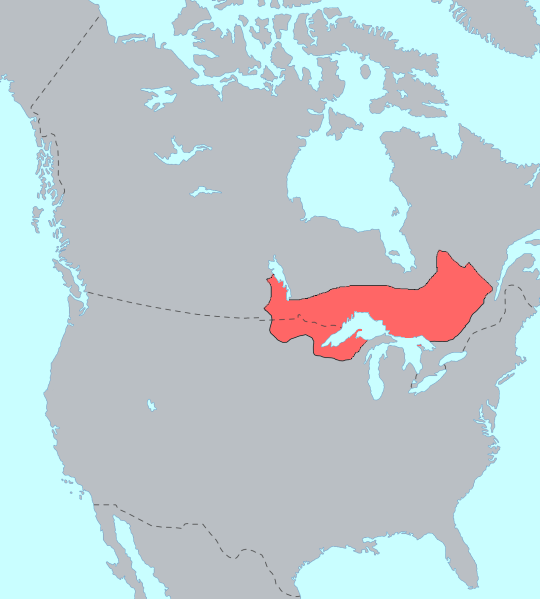
Dryden se trouve sur le territoire de la nation Ojibwe.

## Démographie
| 2001  | 2006  | 2011  | 2016  |
| ----- | ----- | ----- | ----- |
| 8 198 | 8 195 | 7 617 | 7 749 |

## Gouvernement

### Représentation fédérale
Dryden fait partie de la circonscription électorale fédérale de Kenora. Le député qui représente en conséquence Dryden est Bob Nault.

### Représentation provinciale
Le territoire est intégré a la circonscription électorale provinciale de Kenora—Rainy River. Ainsi le député qui représente actuellement Dryden est Greg Rickford.

### Conseil
Le Conseil de ville de Dryden est formé du maire et de 6 conseillers élus par la population. Actuellement, le maire de Dryden est Greg Wilson.

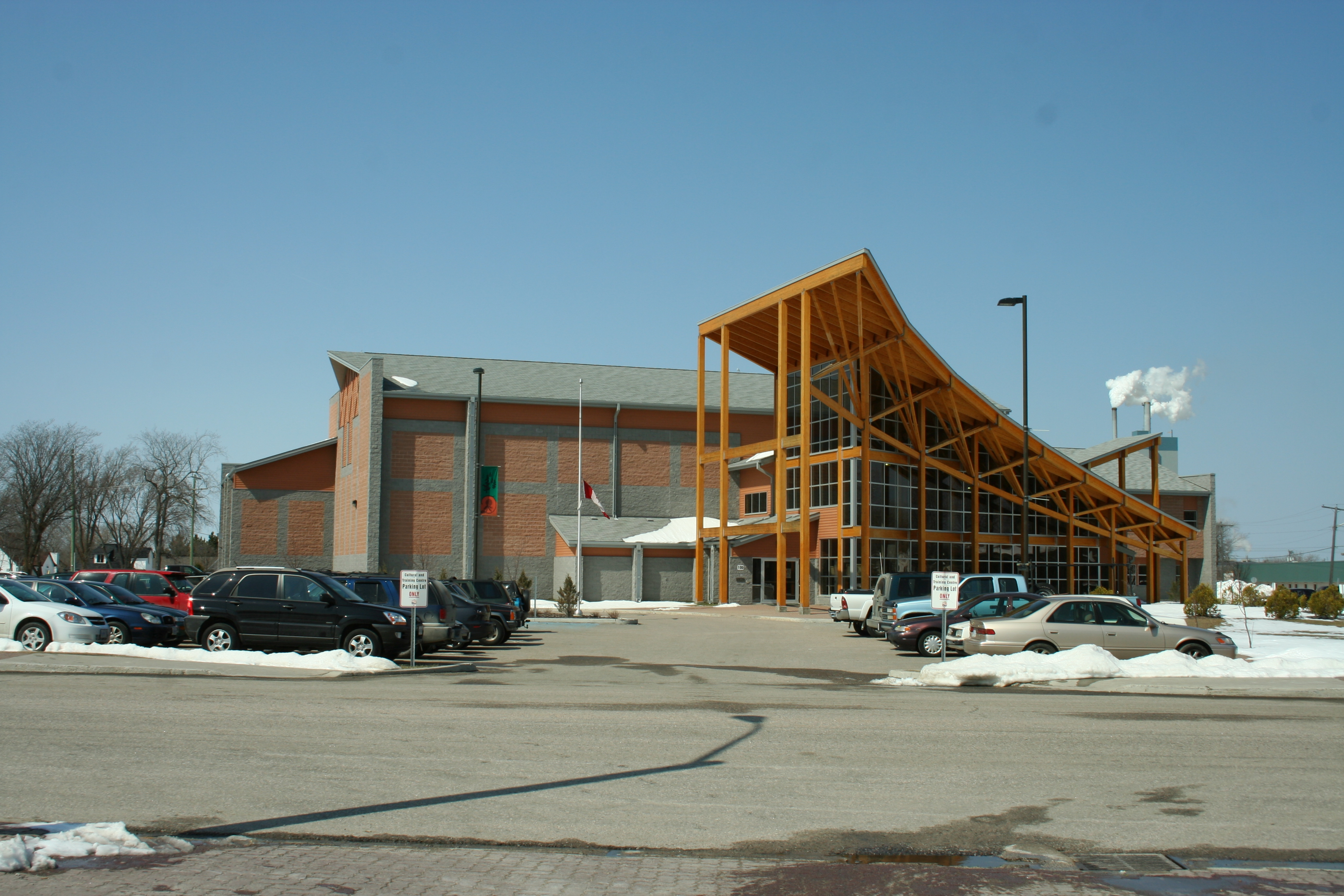
L'auditorium de Dryden.

## Climat
| Mois                              | jan.  | fév.  | mars  | avril | mai   | juin | jui.  | août | sep. | oct.  | nov.  | déc.  | année |
| --------------------------------- | ----- | ----- | ----- | ----- | ----- | ---- | ----- | ---- | ---- | ----- | ----- | ----- | ----- |
| Température minimale moyenne (°C) | −23,3 | −19,7 | −12,5 | −3,6  | 4,5   | 10,3 | 13,1  | 11,9 | 6,4  | 0,6   | −8,8  | −19   | −3,3  |
| Température moyenne (°C)          | −18,2 | −14   | −6,5  | 2,6   | 11    | 16   | 18,5  | 17,1 | 11   | 4,4   | −5,4  | −14,5 | 1,8   |
| Température maximale moyenne (°C) | −13   | −8,3  | −0,6  | 8,7   | 17,3  | 21,7 | 23,9  | 22,9 | 15,5 | 8,1   | −2    | −10,1 | 7     |
| Record de froid (°C)              | −46,1 | −46,7 | −41,1 | −32,7 | −12,8 | −3,3 | 1,1   | −1,1 | −6,1 | −17,2 | −36,1 | −42,2 | −46,7 |
| Record de chaleur (°C)            | 6,1   | 11,1  | 19,4  | 30,6  | 34,4  | 36   | 39,4  | 35,6 | 33,3 | 26,1  | 19,4  | 8,9   | 39,4  |
| Précipitations (mm)               | 27,5  | 21,6  | 30,4  | 35,1  | 66,4  | 105  | 117,5 | 86,4 | 95,2 | 56,8  | 37,4  | 26,2  | 705,5 |

## Transports

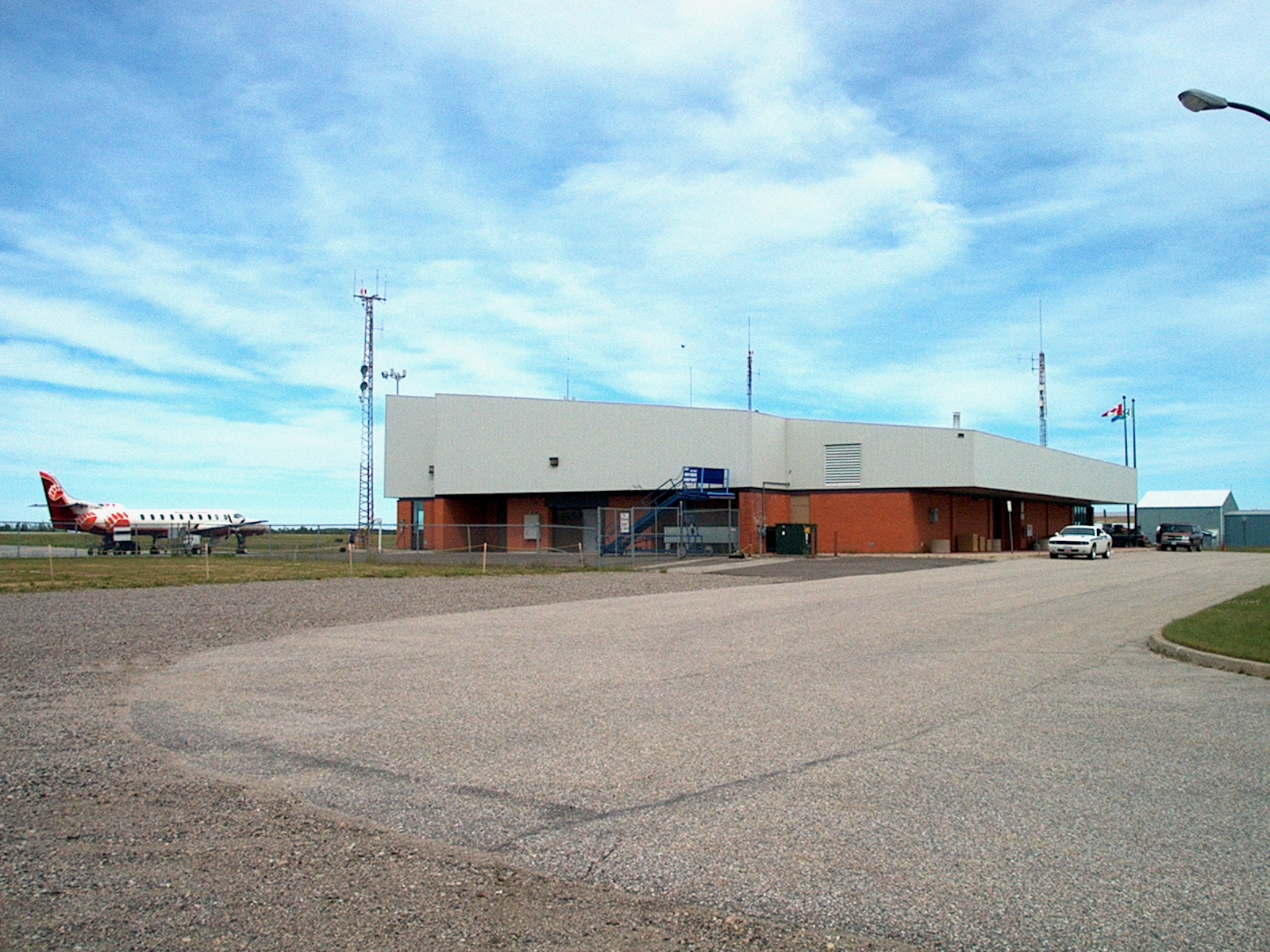
Aéroport régional de Dryden.

- Aéroport régional de Dryden